# أنطوني أمبايبيتاكونغ
انطوني أمبايبيتاكونغ (بالتايلندية: แอนโธนี อำไพพิทักษ์วงศ์)‏ (14 يونيو 1988 بكارولتون في الولايات المتحدة - ) هو لاعب كرة قدم تايلندي في مركز الوسط. شارك مع منتخب الولايات المتحدة تحت 17 سنة لكرة القدم ومنتخب تايلاند لكرة القدم. أما مع النوادي، فقد لعب مع سان خوسيه إيرثكويكس ونادي بوريرام يونايتد وIMG Academy Bradenton ‏ وبانكوك يونايتد.

## روابط خارجية
- أنطوني أمبايبيتاكونغ على موقع الدوري الأمريكي (الإنجليزية)
- أنطوني أمبايبيتاكونغ على موقع قاعدة بيانات كرة القدم.إي يو (الإنجليزية)
- أنطوني أمبايبيتاكونغ على موقع ناشيونال فوتبول تيمز (الإنجليزية)
- أنطوني أمبايبيتاكونغ على موقع Soccerway.com (الإنجليزية)
- أنطوني أمبايبيتاكونغ على موقع عالم كرة القدم.نت (الإنجليزية)